# Dänischer Berg
Der Dänische Berg ist ein 307,0 m hoher Berg an der Grenze der Landkreise  Schmalkalden-Meiningen und  Wartburgkreis in Thüringen.
Der Dänische Berg ist ein aus Buntsandstein bestehender, landwirtschaftlich genutzter Berg und befindet sich am Rande des Werratals. Der Berg markiert einen Grenzpunkt der Orte  Breitungen/Werra, Bad Liebenstein und  Barchfeld. Im Norden geht der Berg unmerklich in den zu Barchfeld gehörenden Stephansberg (299,6 m ü. NN) über. Der periodisch fließende Schmidtgraben trennt den Dänischen Berg vom westlich benachbarten Dönnersenberg (280 m ü. NN), an dem im Mittelalter mehrere Steinbrüche entstanden.    
An der Ostseite des Dänischen Berges fließt die Grumbach der Werra entgegen. Der Stadtteil Meimers von Bad Liebenstein befindet sich ebenfalls am Osthang des Berges. Die als Ortsumgehung für Barchfeld neu trassierte Bundesstraße 19 führt am Südwesthang des Berges entlang. 
Der Name steht im Zusammenhang mit dem in Barchfeld geborenen Landgrafen Friedrich Wilhelm Karl Ludwig von Hessen-Philippsthal-Barchfeld (1786–1834), er war mit einer dänischen Prinzessin verheiratet und diente zuletzt im Rang eines Generalmajors in der Dänischen Armee.